# Enicospilus dimidiator
Enicospilus dimidiator là một loài tò vò trong họ Ichneumonidae.